# Max Frankl

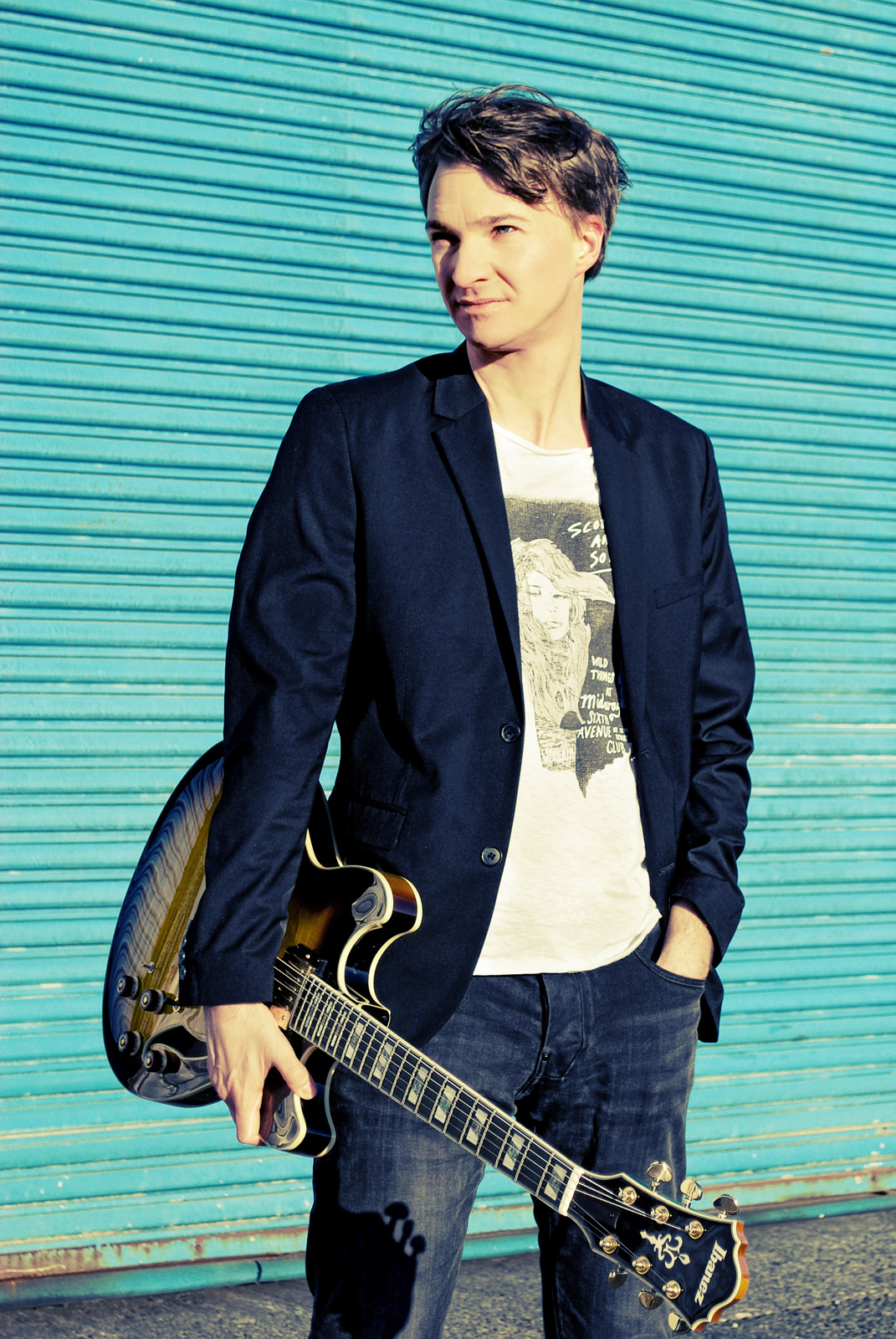
Max Frankl (2014)

Max Frankl (* 16. Juli 1982 in Starnberg) ist ein deutscher Jazzgitarrist und Komponist.

## Biografisches
Max Frankl gewann kurz vor seinem Abitur den Bundeswettbewerb Jugend jazzt. Damit verbunden konnte er in den Studios des Deutschlandfunks seine erste CD aufnehmen. Im selben Jahr begann er sein Studium (Jazz-Gitarre) am Conservatorium van Amsterdam. Parallel dazu nahm er Unterricht beim Gitarristen Wolfgang Muthspiel in Wien. 2005 wurde er in die Konzertbesetzung des von Peter Herbolzheimer geleiteten Bundesjazzorchesters berufen, mit dem er 2006 auf Tournee durch die Ukraine ging.
2007 wechselte Frankl an die Musikhochschule Luzern, wo er von Kurt Rosenwinkel und Frank Möbus unterrichtet wurde. Daneben nahm er privaten Unterricht bei Jesse van Ruller und Ingrid Jensen. 2009 schloss er sein Studium mit summa cum laude ab. Im gleichen Jahr trat Frankl auf dem Festival JazzBaltica auf und wurde als erster deutscher Gitarrist in das European Jazz Orchestra gewählt.
Auf Einladung des Goetheinstituts folgte im Spätsommer 2012 die Teilnahme am Petrovac Jazz Festival in Montenegro und eine Tour durch fünf afrikanische Länder. Frankl wurde 2012 mit dem ECHO Jazz in der Kategorie Bester Gitarrist National ausgezeichnet. Im Oktober 2012 erschien sein fünftes Album „home“, das er mit seinem eigenen Sextett aufgenommen hatte, auf dem Label Materia Records von Wolfgang Muthspiel.
Frankl war auf zahlreichen Konzerten in Europa, Afrika und Asien unterwegs mit Künstlern wie Emil Mangelsdorff, Lee Konitz, Peter Herbolzheimer, Benny Golson, Johannes Enders, Nils Wogram, Joo Kraus, Thomas Stabenow, Franco Ambrosetti, Adrian Mears, European Jazz Orchestra, Zurich Jazz Orchestra, Swiss Jazz Orchestra, Henning Sieverts, Bundesjazzorchester, Rainer Tempel, Florian Ross, Niels Klein.
2013 wurde Max Frankl in die Best-of Band The Big Jazz thing des gleichnamigen deutschen Jazzmagazins Jazz thing gewählt, die sich aus Musikern der von Jazz thing und dem Label Double Moon herausgegebenen Albumreihe Next Generation zusammensetzte. Die im selben Jahr aufgenommene CD wurde im Herbst 2013 auf einer Tournee durch Deutschland vorgestellt. August bis Dezember 2013 verbrachte Max Frankl in New York City und nahm Unterricht u. a. bei Aaron Parks, Ben Monder, Lage Lund, Gretchen Parlato, Ingrid Jensen und Peter Bernstein.
Seit November 2013 ist Max Frankl Endorser des renommierten Gitarrenherstellers Ibanez, für Mesa/Boogie Verstärker und D`Addario Saiten. 2014 wurde Frankl mit dem europäischen Musikautoren-Stipendium ausgezeichnet.
Der ECHO Preisträger ist neben seiner Tätigkeit als Musiker und Komponist auch Autor. 2016 erschien sein Buch „Introduction: Modern Jazz Guitar“ im AMA Verlag. Die Konzepte aus diesem Buch wurden auf seiner „Modern Jazz Guitar Workshop“ Tour zusammen mit D’Addario NYXL in Nürnberg, Kassel, Frankfurt und Berlin vorgestellt.
2015 produzierte Frankl sein fünftes Album „Fernweh“. Im selben Jahr startete seine Tournee „Fernweh“ in Deutschland. Nach dieser Tournee gab er zahlreiche Konzerte in Deutschland, Schweiz, Österreich und der Niederlande. Unter anderem bei dem Aequinox Festival 2019 spielte er das Programm „The Dowland Realbook“. Es wurden Stücke von John Dowland mit eigenständiger Interpretation zwischen Klassik und Jazz gespielt. Das Album „Live in Munich“ veröffentlichte Frankl 2017 mit dem Posaunisten Nils Wogram. Ende 2017 machte der Gitarrist eine Cargo Tour mit seiner Band durch Deutschland.
2018 hat er das CAS Digital Marketing an der Zürcher Hochschule für angewandte Wissenschaften abgeschlossen. Im darauffolgenden Jahr hielt er in diesem Bereich Workshops für Musiker.

## Diskografische Hinweise
- 2005: Frankzone, 1, Mons Records, mit Johannes Enders, Andrea Hermenau, Magnus Schriefl, Benjamin Schäfer, Peter Gall
- 2008: Max Frankl Quintet Sturmvogel, Double Moon Records, mit Ulrich Wangenheim, Christian Elsässer, Andreas Kurz, Andi Haberl[16]
- 2009: European Jazz Orchestra, Music Mecca
- 2010: Francis Drake Stories, Double Moon Records, mit Max von Mosch, Henning Sieverts[16]
- 2012: Home, Material Records, mit Domenic Landolf, Nils Wogram, Pablo Held, Matthias Pichler, Silvio Morger
- 2015: Fernweh, Unit Records mit Reto Suhner, Dominique Girod, Claudio Strüby[17]
- 2017: Live in Munich, mit Nils Wogram, Christian Elsässer, Andreas Kurz, Silvio Morger
- 2018: Walrus Ghost & Max Frankl Avenues & Remembrances, Hush Hush Records mit Walrus Ghost
- 2022: Max Frankl 72 Orchard Street (nWog 2022, mit Nils Wogram, Reto Suhner, Patrick Sommer, Lionel Friedli)[18]

## Bücher
- Introduction: Modern Jazz Guitar, AMA Verlag, 2016. ISBN 9783899222005

## Auszeichnungen
- 2002: Solistenpreis Landeswettbewerb Jugend jazzt
- 2002: Gewinn Bundeswettbewerb Jugend Jazzt
- 2013: ECHO Jazz in der Kategorie Bester Gitarrist National
- 2014: Europäisches Musikautoren-Stipendium der GEMA[19]
- 2017: New York Atelierstipendium der Stadt Zürich[20]